# Samosata
Samosata (in greco antico: Σαμόσατα?, Samósata) è un'antica città, posta nella parte sudorientale della Turchia, sulle sponde del fiume Eufrate. Per un certo periodo fu chiamata Antiochia in Commagene (in greco Ἀντιόχεια ἡ Κομμαγηνή?). Fu spesso confusa con Arsamosata. Le sue rovine si trovavano in corrispondenza dell'attuale Samsat (provincia di Adıyaman), finché nel 1992 il sito archeologico non fu inondato a seguito della costruzione della diga Atatürk.

## Storia

### Antichità classica
La città si trovava all'incrocio tra una via di comunicazione est-ovest, che attraversava il corso superiore del fiume Eufrate su un guado, e un itinerario che andava da Damasco, da Palmira, e da Sūra sino all'Armenia e al mar Nero.
Centro di probabile origine ittita, venne incorporata nell'Impero assiro nel 708 a.C.; secoli dopo, fu fondata come "Samosata", secondo la tradizione da Sames, re di Sofene. 
Col nome di Antiochia in Commagene servì da capitale per il regno ellenistico di Commagene a partire dal 160 a.C. circa e fino a quando si arrese a Roma nel 72 d.C.
Giuseppe Flavio racconta, infatti, che nel quarto anno di regno di Vespasiano (dal luglio del 72), Antioco, re della Commagene, fu implicato in vicende tali che lo portarono a dover rinunciare al trono del regno cliente di Commagene a vantaggio di un'annessione romana. Il governatore della provincia romana di Siria, Lucio Cesennio Peto, non sappiamo se in buona o cattiva fede nei confronti di Antioco, mandò una lettera a Vespasiano accusando lo stesso regnante, insieme con suo figlio Epifane, di volersi ribellare ai romani e di aver già preso accordi con l'Impero partico. Bisognava prevenirli per evitare una guerra che coinvolgesse l'Impero romano. Giuntagli una simile denuncia, l'imperatore non poté non tenerne conto, tanto più che la città di Samosata, la maggiore della Commagene, si trovava sull'Eufrate, da dove i parti avrebbero potuto guadare il fiume ed entrare facilmente entro i confini imperiali. Così Peto venne autorizzato ad agire nel modo più opportuno. Il comandante romano allora, senza che Antioco e i suoi se l'aspettassero, invase la Commagene alla testa della legio VI Ferrata insieme con alcune coorti e ali di cavalleria ausiliaria, oltre a un contingente di alleati del re Aristobulo di Calcide e di Soemo di Emesa. L'invasione avvenne senza colpo ferire, poiché nessuno si oppose all'avanzata romana o resistette. Frattanto Peto inviò un distaccamento a occupare Samosata con un presidio, mentre col resto dell'esercito si diresse alla ricerca di Antioco. I figli del re, Epifane e Callinico, dopo aver combattuto contro i romani, furono costretti ad attraversare l'Eufrate e rifugiarsi presso Vologase I di Partia, lasciando la Commagene in mano romana.
Sotto Adriano divenne base della legione VI Ferrata e successivamente della XVI Flavia Firma, e terminale di diverse strade militari.
Vi nacque lo scrittore greco Luciano (ca. 120-192).
Fu a Samosata che l'imperatore Giuliano fece costruire una flotta per la sua spedizione contro Sapore I.

### Cristianizzazione
Nel martirologio cristiano, sette martiri vennero crocifissi nel 297 a Samosata per essersi rifiutati di eseguire dei riti pagani in celebrazione della vittoria di Massimiano sui Persiani: Abibo, Ipparco, Giacomo, Lolliano, Paragno, Filoteo e Romano.
Era sede vescovile quando il vescovo Peperio partecipò al primo Concilio di Nicea (325); Daniele lo Stilita nacque in un villaggio vicino a Samosata; anche san Rabulas, venerato il 19 febbraio, che visse nel VI secolo a Costantinopoli, era nativo di Samosata. Tuttora Samosata è sede titolare (Samosatensis) della Chiesa cattolica romana; la cattedra è attualmente vacante a seguito della morte dell'ultimo vescovo nel 1967.
Nella Notitia Episcopatuum di Antiochia nel VI secolo, menziona Samosata come metropoli autocefala, mentre nel sinodo che reinsediò il patriarca Fozio I di Costantinopoli (Concilio Foziano, 879), la sede vescovile era già stata unita a quella di Amida (Diyarbakır).
Legati alla città furono anche Eusebio di Samosata, grande avversario degli ariani e ucciso da una donna ariana (ca. 380), onorato il 22 giugno e Andrea, vigoroso oppositore di Cirillo di Alessandria e del Concilio di Efeso.

### Medioevo

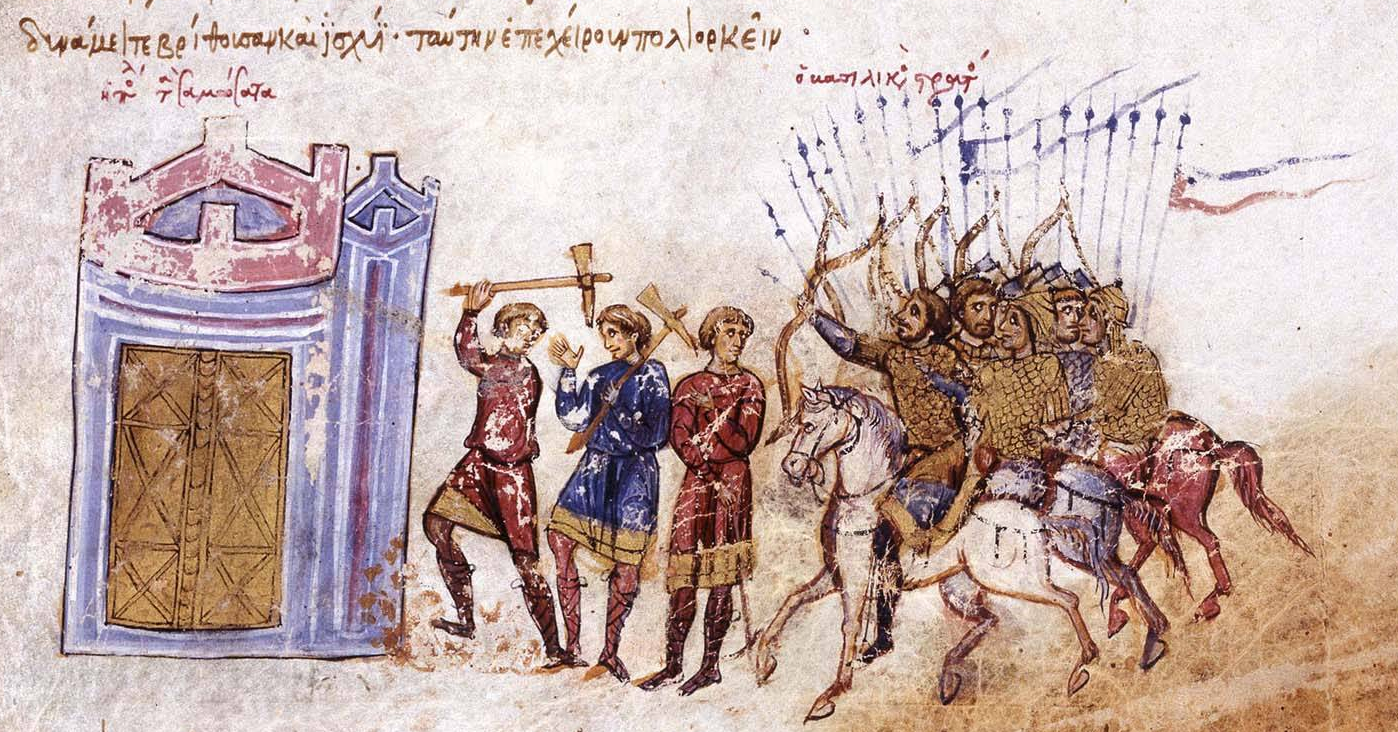
L'esercito bizantino assedia la fortezza musulmana di Samosata (856)

Fu un naturale punto di scontro nella lotta tra Eraclio di Bisanzio e Cosroe II agli inizi del VII secolo. Nel 640, fu conquistata dagli arabi nel corso dell'espansione islamica, e fu detta in arabo ﺳﻤﻴﺴﻂ‎?, Sumaysaṭ.
Nell'856, i bizantini assediarono e conquistarono la città. Dopo il disfacimento dell'autorità bizantina nell'area, la città entrò a far parte del dominio del generale armeno Filareto Bracamio, ma poco dopo fu di nuovo in mano musulmana.
Nel febbraio del 1098 a Samosata l'emiro turco artuqide Bulduk, governatore della città, riuscì a respingere una spedizione crociata guidata da Balduino di Antiochia. Nel 1114, però, lo stesso Bulduk fu costretto a cedere la città alla Contea di Edessa, per essere poi riconquistata dai musulmani intorno al 1149.